# Gueto de Theresienstadt
Theresienstadt (en checo: Terezín [ˈtɛrɛziːn]) fue un gueto establecido por las SS durante la Segunda Guerra Mundial en el pueblo de Terezín, localizado en el Protectorado de Bohemia y Moravia, donde perecieron decenas de miles de judíos. Theresienstadt servía a dos propósitos: era al mismo tiempo un lugar de paso hacia los campos de exterminio y un «asentamiento de retiro» para judíos ancianos y «prominentes» con el fin de engañar a sus comunidades en cuanto a la solución final. Sus condiciones fueron deliberadamente diseñadas para acelerar la muerte de sus prisioneros, si bien también tuvo un papel propagandístico. Al contrario que otros guetos, la explotación del trabajo forzado no fue significativa económicamente.
El gueto fue establecido tras un transporte de judíos checos en noviembre de 1941. Los primeros judíos alemanes y austríacos llegaron en junio de 1942, mientras que los judíos neerlandeses y daneses lo hicieron a comienzos de 1943; también acogió a prisioneros de numerosos países en los últimos meses de la guerra. Sobre 33 500 personas murieron en Theresienstadt, la mayoría por malnutrición y enfermedades infecciosas. Unas 88 000 personas de las 155 000 que pasaron por el complejo estuvieron retenidas por meses o años, antes de ser deportadas a campos de exterminio u otros centros de asesinato en masa; el papel de la administración judía en la elección de aquellos a deportar es motivo de controversia. Incluyendo a los 4000 deportados que sobrevivieron, el número total de supervivientes ronda los 23 000 (véase § Estadísticas).

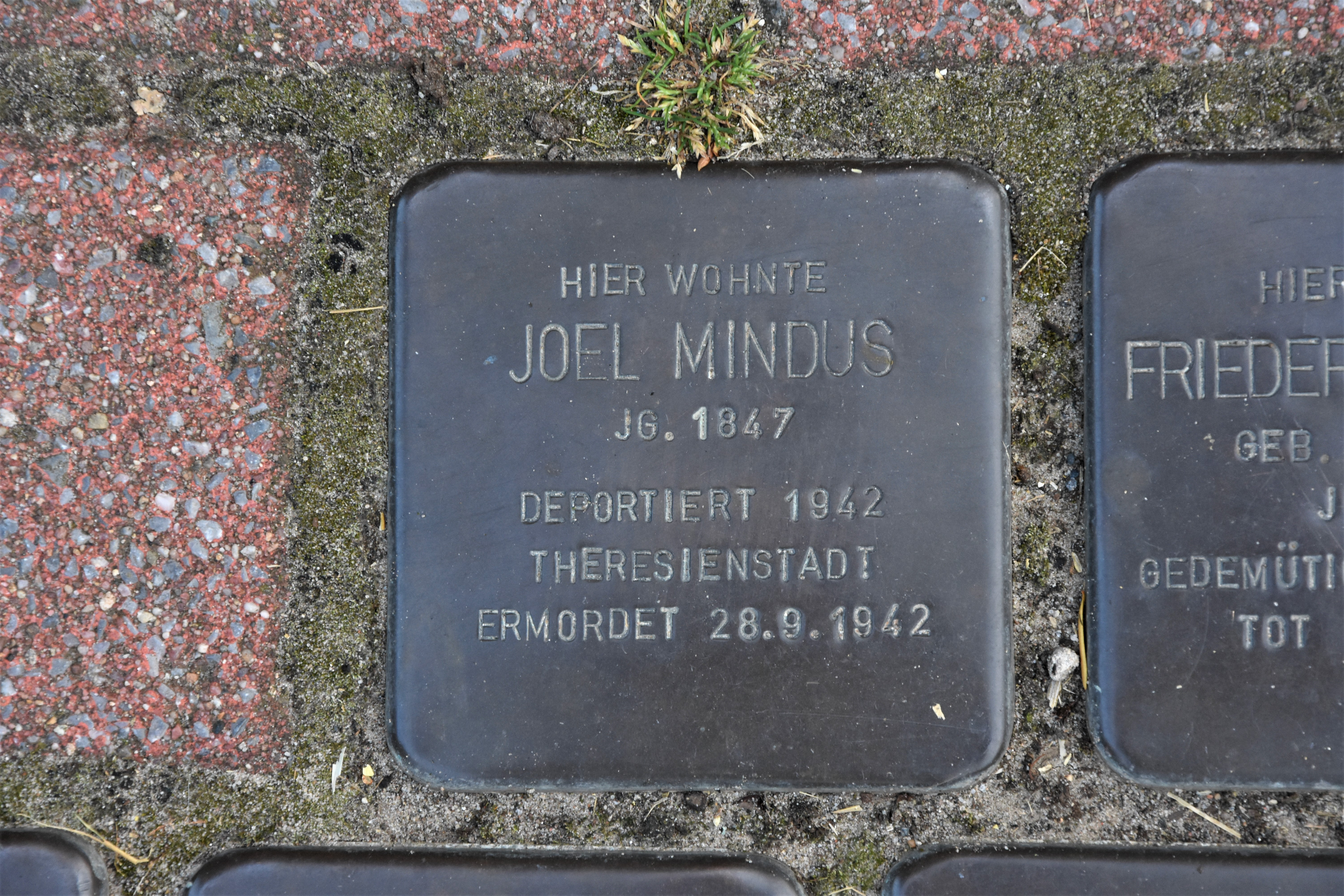
Joel Mindus, alemán deportado a Theresienstadt. Sería asesinado en 1942.

El aspecto más conocido de Theresienstadt era su vida cultural, relativamente rica, pues incluía conciertos, conferencias y educación clandestina para los niños. Esto se debía a que estaba gobernado por una administración judía propia, además de que el número de judíos «prominentes» allí encarcelados facilitaba dicho florecimiento cultural. Este legado espiritual ha atraído la atención de investigadores y aumentado el interés por el gueto. Durante la posguerra, unos cuantos SS y guardias checos fueron enjuiciados, pero el gueto permaneció, por lo general, en el olvido para las autoridades soviéticas. En el año 2001, el Museo del Gueto de Terezín fue visitado por unas 250 000 personas.

## Historia

### Contexto

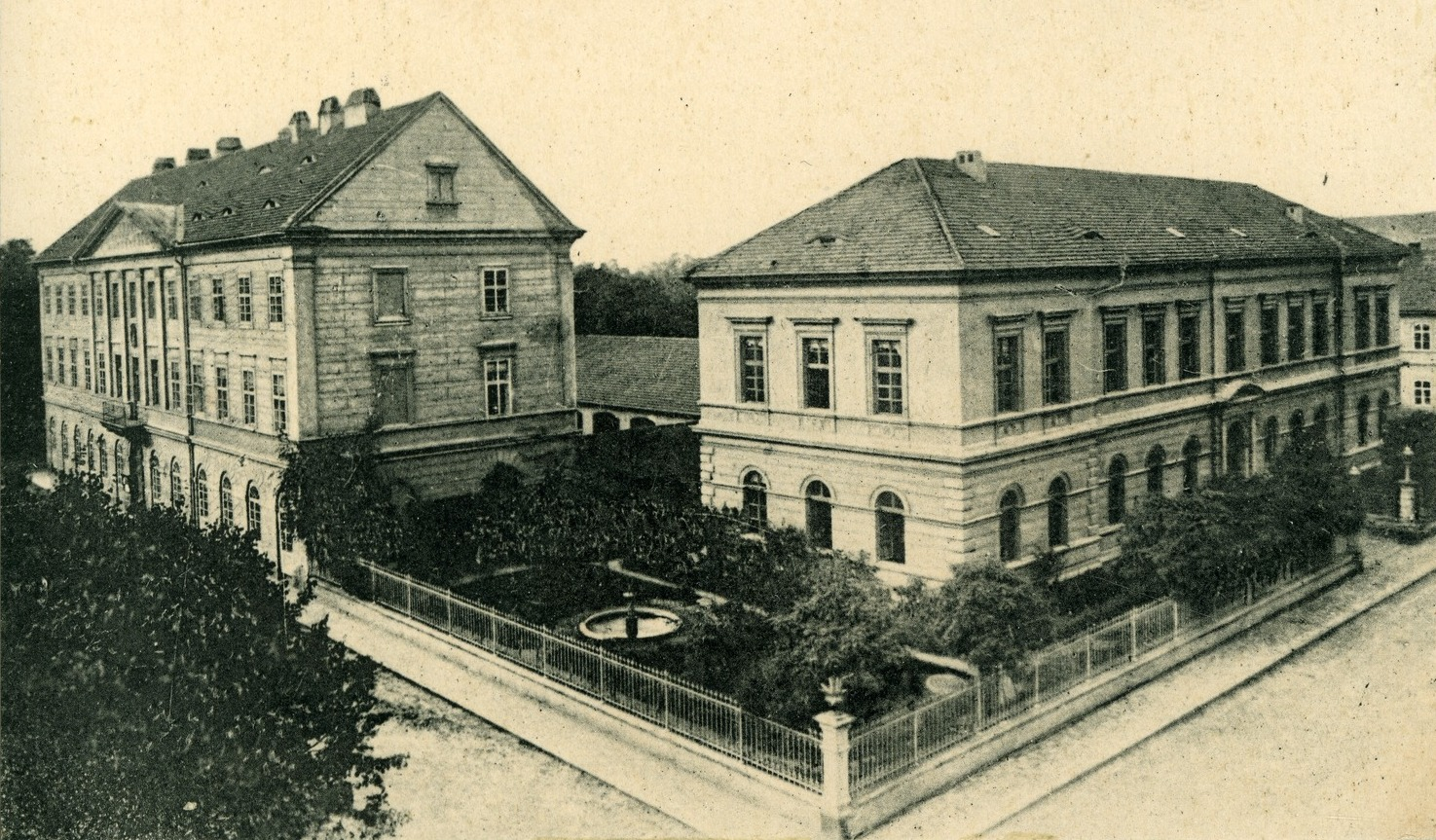
El ayuntamiento (izquierda) y la escuela (derecha) de Theresienstadt, postal de 1909.

La ciudad fortaleza de Theresienstadt está situada en la región noroeste de Bohemia, al otro lado del río respecto a la ciudad de Leitmeritz (en checo: Litoměřice), a unos 70 kilómetros al norte de Praga. Fundada el 22 de setiembre de 1784 por orden del emperador José II, fue nombrada «Theresienstadt» (literalmente, 'ciudad de Teresa') en honor a su madre, María Teresa de Austria. Fue utilizada como base militar por el Imperio austrohúngaro y posteriormente por la Primera República Checoslovaca tras 1918, cuando la Fortaleza Pequeña (en alemán: Kleine Festung) al otro lado del río era una prisión.
Basándose en los Acuerdos de Múnich, el mes de septiembre de 1938 Alemania se anexionó los Sudetes, región germanoparlante de Checoslovaquia. Si bien Leitmeritz fue cedida a Alemania, Theresienstadt permaneció en la debilitada Checoslovaquia hasta la invasión alemana el 15 de marzo de 1939. La Fortaleza Pequeña se convirtió en una prisión de la Gestapo en junio de 1940 y el pueblo fortaleza en una base militar de la Wehrmacht, con alrededor de 3500 soldados y 3700 civiles, en gran medida empleados por el ejército, que vivían allí en 1941.
En octubre de 1941, mientras la Oficina Central de Seguridad del Reich (RSHA) planeaba deportar a judíos de Alemania, Austria y el Protectorado a los guetos en Europa del Este, tuvo lugar una reunión en la que se decidió convertir Theresienstadt en un campo de tránsito para los judíos checos. Entre los presentes se encontraba Adolf Eichmann, líder de la sección IV B 4 (asuntos judíos) de la RSHA, y Hans Günther, director de la Oficina Central para la Emigración Judía de Praga. Reinhard Heydrich, jefe de la RSHA, aprobó Theresienstadt como emplazamiento para un gueto. El 20 de enero de 1942, en la Conferencia de Wannsee, Heydrich anunció que sería utilizado para alojar judíos del Reich con más de 65 años, así como aquellos que hubieran sido heridos de gravedad luchando para las Potencias Centrales en la Primera Guerra Mundial, o hubieran obtenido la Cruz de Hierro de primera clase (u otra condecoración de mayor rango) durante dicho conflicto. Estos judíos no podían ser sometidos efectivamente a trabajos forzados, por lo que Theresienstadt ayudó a encubrir la verdadera naturaleza de la deportación al este. Más tarde daría cobijo también a los judíos «prominentes» cuya desaparición en un campo de exterminio podría haber atraído la atención extranjera. Para inducir en las víctimas una falsa sensación de seguridad, las SS publicitaron Theresienstadt como un «pueblo spa» donde los judíos podían retirarse, y los alentaron a firmar contratos de compra de vivienda fraudulentos, pagar «depósitos» de alquiler y pensión, entregar pólizas de seguros de vida y otros activos.

### 1941
El 24 de noviembre de 1941 llegó la primera deportación a los barracones Sudeten de Theresienstadt; se trataba de 342 jóvenes judíos cuya tarea era preparar el pueblo para la llegada de miles judíos, que se iniciaría el 30 de noviembre. Otro transporte de 1000 hombres llegó el 4 de diciembre, entre los cuales estaban Jakob Edelstein y los miembros originales del Consejo de Ancianos. Los deportados tenían que entregar todas sus posesiones excepto 50 kilogramos de equipaje, que debían llevar con ellos desde la estación de ferrocarril en Bauschowitz (Bohušovice), a 2,4 kilómetros de distancia; el trayecto era difícil para los ancianos y enfermos, muchos de los cuales morían por el camino. Una vez en el gueto, los presos eran enviados a la schleuse ('esclusa'), donde eran registrados y privados de sus posesiones restantes.
Los transportes del 24 de noviembre y el 4 de diciembre, consistentes en su mayoría de artesanos, trabajadores e ingenieros judíos, eran conocidos como los Aufbaukommandos ('Comandos de construcción') y sus miembros estaban exentos de deportación hasta septiembre de 1943. Los miembros del Aufbaukommando utilizaron métodos improvisados para mejorar las infraestructuras del gueto y prepararlo para albergar una media de 40 000 personas durante su existencia. El proyecto constructivo se financió mediante propiedades judías robadas. Cuando llegó el primer transporte, sólo había un recipiente para café con una capacidad de 300 litros; para el próximo año, había suficientes cafeteras como para hacer 50 000 tazas de sucedáneo de café en dos horas. En los primeros meses las tuberías se rompían con frecuencia debido a la capacidad inadecuada; para mejorar el abastecimiento de agua potable, se perforaron pozos y se revisó el sistema de tuberías para permitir el aseo diario de todos los ocupantes. Si bien los alemanes proporcionaron los materiales para estos cambios, principalmente para reducir el riesgo de propagación de enfermedades más allá del gueto, fueron los ingenieros judíos quienes dirigieron el proyecto.
Los judíos vivían en los once barracones de la fortaleza, mientras que los civiles continuaron viviendo en las 218 casas del pueblo. La segregación entre ambos grupos fue estrictamente aplicada, de manera que se aplicaron duros castigos a los judíos que abandonaban sus barracones. A finales del año habían sido deportadas al gueto 7365 personas, de las cuales 2000 eran de Brno y el resto de Praga.

### 1942

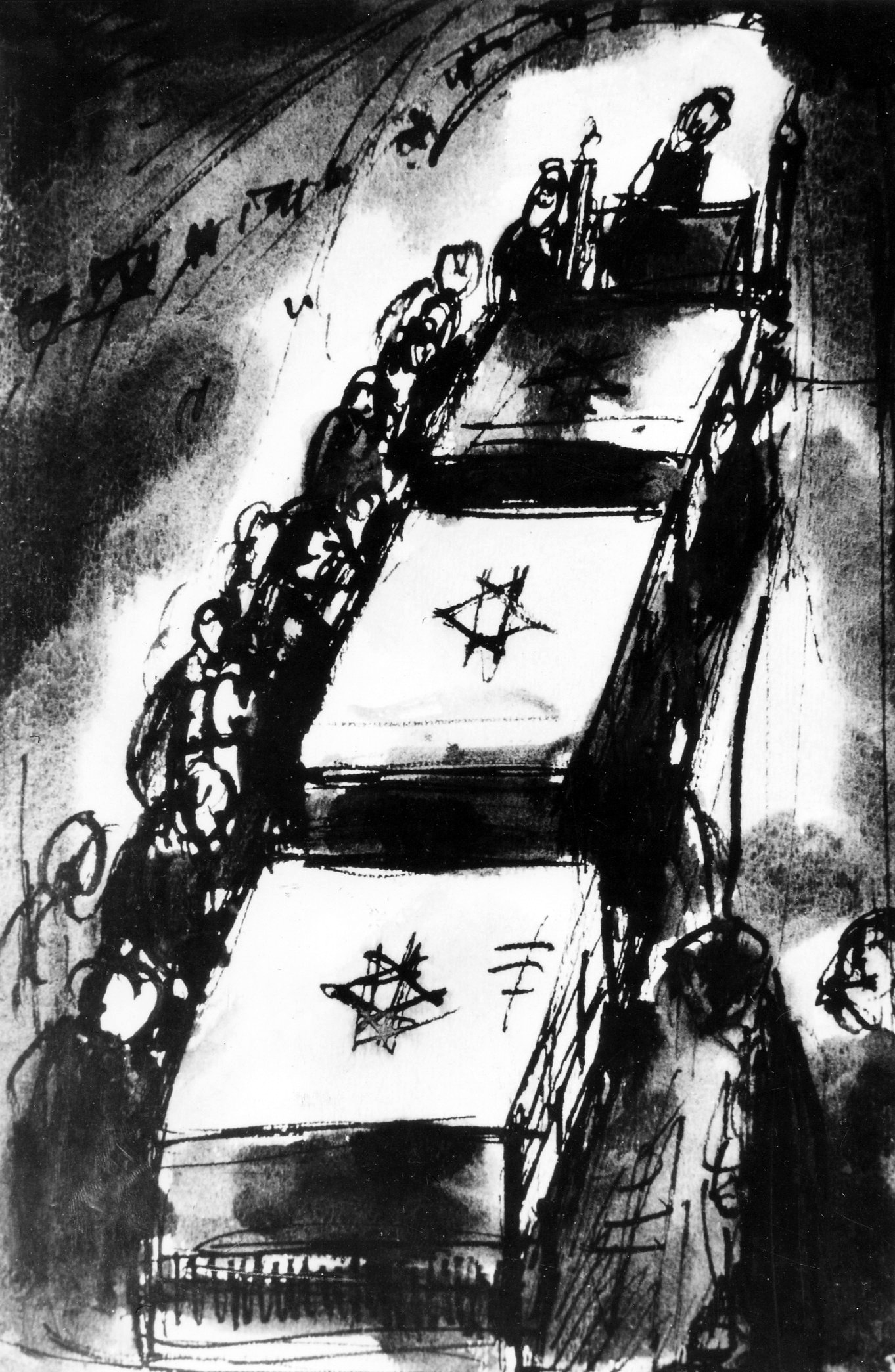
Dibujo de Bedřich Fritta, prisionero de Theresienstadt, de un funeral en el gueto.

La primera deportación desde Theresienstadt partió el 9 de enero de 1942 para el gueto de Riga. Fue el único transporte cuyo destino sabían los deportados. Posteriormente, sólo tendrían conocimiento de que partían hacia «el Este». Al día siguiente, las SS colgaron a nueve hombres por colar cartas fuera del gueto, hecho que causó indignación e inquietud general. Los primeros transportes tenían como objetivo a las personas más sanas. Por lo general, si una persona era seleccionada para deportación, los miembros de su familia se ofrecían como voluntarios para acompañarla, lo que ha sido interpretado como un ejemplo de solidaridad familiar o de expectativa social. Desde junio de 1942 las SS internaron en el gueto a ancianos y judíos prominentes del Reich. Debido a la necesidad de darles alojamiento, los checos no judíos fueron expulsados y el pueblo fue cerrado hacia finales de mes. En el mes de mayo la administración judía redujo las raciones para los ancianos en miras de aumentar la comida disponible para los mejores trabajadores, como parte de una estrategia para salvar tantos niños y jóvenes como fuera posible, y que estos pudieran emigrar a Palestina tras la guerra.

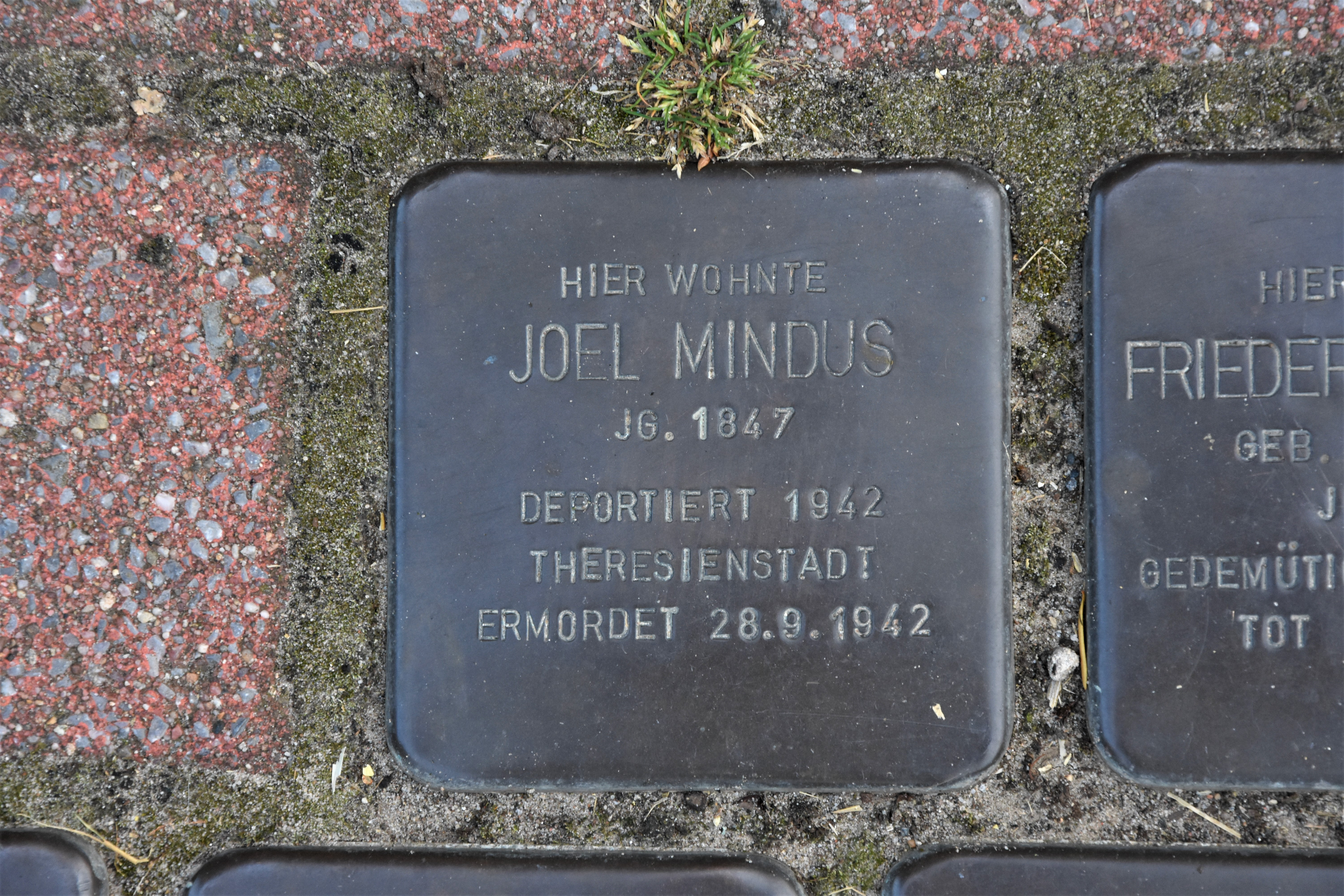
Memorial a Joel Mindus, alemán deportado en 1942 a Theresienstadt.

Este año llegaron a Theresienstadt 101 761 prisioneros, dando lugar al máximo de población el 18 de septiembre de 1942, con 58 491 presos. La mortalidad también aumentó, con 3941 defunciones. Los cadáveres permanecieron sin enterrar durante días y los sepultureros que llevaban ataúdes por las calles se convirtieron en una imagen común. Para solucionar la superpoblación, a finales de 1942, fueron deportadas unas 18 000 personas, principalmente ancianos, en nueve transportes. La mayoría de los deportados de Theresienstadt en 1942 fueron asesinados inmediatamente, bien en los campos de exterminio de la Operación Reinhard o en lugares de ejecución masiva en los Estados bálticos y Bielorrusia, tales como Kalevi-Liiva y Maly Trostenets; en muchos transportes no se conocen supervivientes. Unos pocos jóvenes sanos fueron seleccionados temporalmente para trabajos forzados. En total, se deportaron 42 000 personas, la mayoría judíos checos, de los cuales solo se conocen 356 supervivientes.

### 1943
En el mes de enero fueron deportadas 7000 personas al campo de concentración de Auschwitz. Durante el mismo mes, llegaron al gueto los líderes de las comunidades judías de Berlín y de Viena, reorganizádonse el concejo para incluir a Paul Eppstein, un sionista alemán, y a Benjamin Murmelstein, un rabino austríaco; Edelstein fue obligado a aceptar ser el sustituto de Eppstein. A comienzos de febrero, Ernst Kaltenbrunner, líder de la RSHA, propuso la deportación de 5000 judíos ancianos más. El jefe de las SS, Heinrich Himmler, rechazó esta propuesta debido a la creciente necesidad de utilizar Theresienstadt como coartada para prevenir que la información sobre el Holocausto llegase a los Aliados. No hubo más deportaciones desde Theresienstadt hasta la de 5000 judíos al campo familiar de Theresienstadt en Auschwitz, en el mes de septiembre.

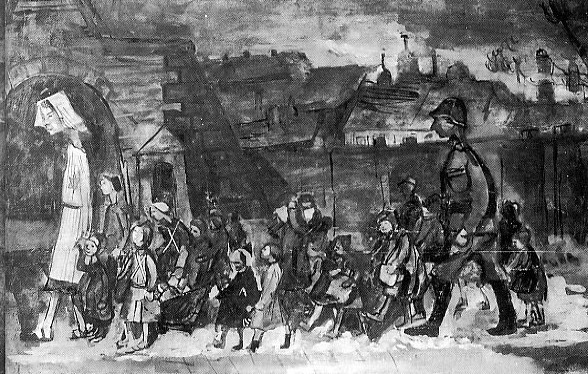
Los niños de Theresienstadt deportados a Białystok, dibujados por Otto Ungar, prisionero del gueto, en agosto de 1943. Los niños fueron asesinados en Auschwitz el mes de octubre.

A los interinos también les fueron concedidos unos pocos derechos más, incluyendo correspondencia postal y el derecho de recibir paquetes con comida. El 24 de septiembre de 1943, 1200 niños del gueto de Białystok en Polonia llegaron a Theresienstadt. Rechazaron ser desinfectados por su temor a que las duchas fueran cámaras de gas; este incidente fue una de las pistas sobre lo sucedido a los deportados del gueto. Los niños fueron mantenidos en estricto aislamiento por seis semanas antes de ser deportados a Auschwitz; ninguno sobrevivió. El 9 de noviembre, Edelstein y otros administradores del gueto fueron arrestados, acusados de encubrir la huida de 55 prisioneros. Dos días después, el comandante Anton Burger ordenó un censo de toda la población del gueto, aproximadamente 36 000 personas en ese momento. Todos los interinos, sin importar la edad, fueron obligados a permanecer de pie y al frío, entre las 7:00 y las 23:00 horas; murieron 300 personas por extenuación. 5000 prisioneros, incluyendo a Edelstein y los otros líderes arrestados, fueron enviados al campo familiar de Auschwitz, el 15 y el 18 de diciembre.
En el mes de abril llegaron a Theresienstadt 293 judíos desde Westerbork (Países Bajos), si bien, finalmente, el grueso de deportados desde dicho campo llegaría más tarde, con unos 4894 judíos durante 1944. Unos 450 judíos daneses, los pocos que no habían escapado a Suecia, llegaron en octubre. Las peticiones del Gobierno danés evitaron su deportación, y finalmente las SS autorizaron a representantes de la Cruz Roja Danesa y del Comité Internacional de la Cruz Roja (CICR) para visitar Theresienstadt. Los archivos de la RSHA fueron transportados a Theresienstadt en el mes de julio, reduciendo el espacio para los prisioneros, y recluidos en los barracones Sudeten hasta que fueron quemados el 17 de abril de 1945 por órdenes de las SS.

### 1944

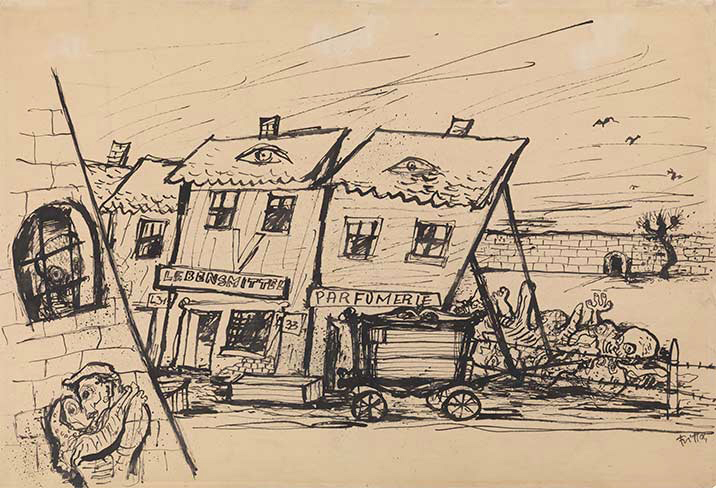
Dibujo de Fritta que ridiculiza la campaña de «embellecimiento» y propaganda.

En el mes de febrero, las SS comenzaron una campaña de «embellecimiento» (en alemán: Verschönerung) con el fin de preparar el gueto para la visita de la Cruz Roja. Muchos prisioneros «prominentes» y judíos daneses fueron realojados en barrios privados y en mejores condiciones. Las calles fueron renombradas y limpiadas; crearon tiendas falsas y una escuela; las SS alentaron a los prisioneros para que realizaran un número mayor de actividades culturales, que superaban a las de un pueblo normal en tiempo de paz. Como parte de los preparativos 7503 personas fueron enviadas al campo familiar en Auschwitz en el mes de mayo; los transportes llevaban enfermos, ancianos o discapacitados que no tenían lugar en el asentamiento judío ideal.
Para los prisioneros restantes las condiciones mejoraron hasta cierto punto; de acuerdo con un superviviente: «El verano de 1944 fue el mejor momento que tuvimos en Terezín. Nadie pensaba en nuevas deportaciones». El 23 de junio de 1944, los visitantes fueron conducidos en una visita por el «pueblo Potemkin»; no se percataron de nada impropio y el representante del CICR, Maurice Rossel, informó que nadie había sido deportado de Theresienstadt. El rabino Leo Baeck, líder espiritual de Theresienstadt, declaró: «El efecto sobre nuestra moral fue devastador. Nos sentimos olvidados y abandonados». En agosto y septiembre se rodó una película propagandística conocida como Der Führer schenkt den Juden eine Stadt ('El Führer da una ciudad a los judíos'), pero nunca fue distribuida.
El 23 de septiembre se les comunicó a Eppstein, a Zucker y a Murmelstein que la producción de guerra de Theresienstadt era insuficiente, y que como consecuencia serían deportados 5000 judíos a un nuevo campo de trabajo dirigido por Zucker. El 27 de septiembre, Eppstein fue arrestado y ejecutado en la Fortaleza Pequeña por presuntas infracciones de la ley. Murmelstein se convirtió en anciano judío y mantuvo el puesto hasta el final de la guerra. La deportación de la mayoría de la población restante a Auschwitz, unas 18 401 personas en 11 transportes, comenzó al día siguiente y duraría hasta el 28 de octubre.
Anteriormente la administración judía había escogido a las personas que iban a ser deportadas, pero a partir de entonces fueron las SS quienes hicieron la selección, asegurándose de que muchos miembros del Consejo Judío, trabajadores del Aufbaukommando y figuras culturales fueran deportados y asesinados en Auschwitz. Los dos primeros transportes eliminaron a todos los antiguos oficiales del Ejército checoslovaco, los cuales eran vistos como una amenaza al poder causar un levantamiento en Theresienstadt. Para noviembre solo quedaban 11 000 personas en el gueto, la mayoría de avanzada edad, y un 70% mujeres. Ese mes las cenizas de los prisioneros muertos fueron recojidas por mujeres y niños. Los restos de 17 000 personas fueron arrojados en el río Eger y las cenizas enterradas en hoyos cerca de Leitmeritz.

### 1945

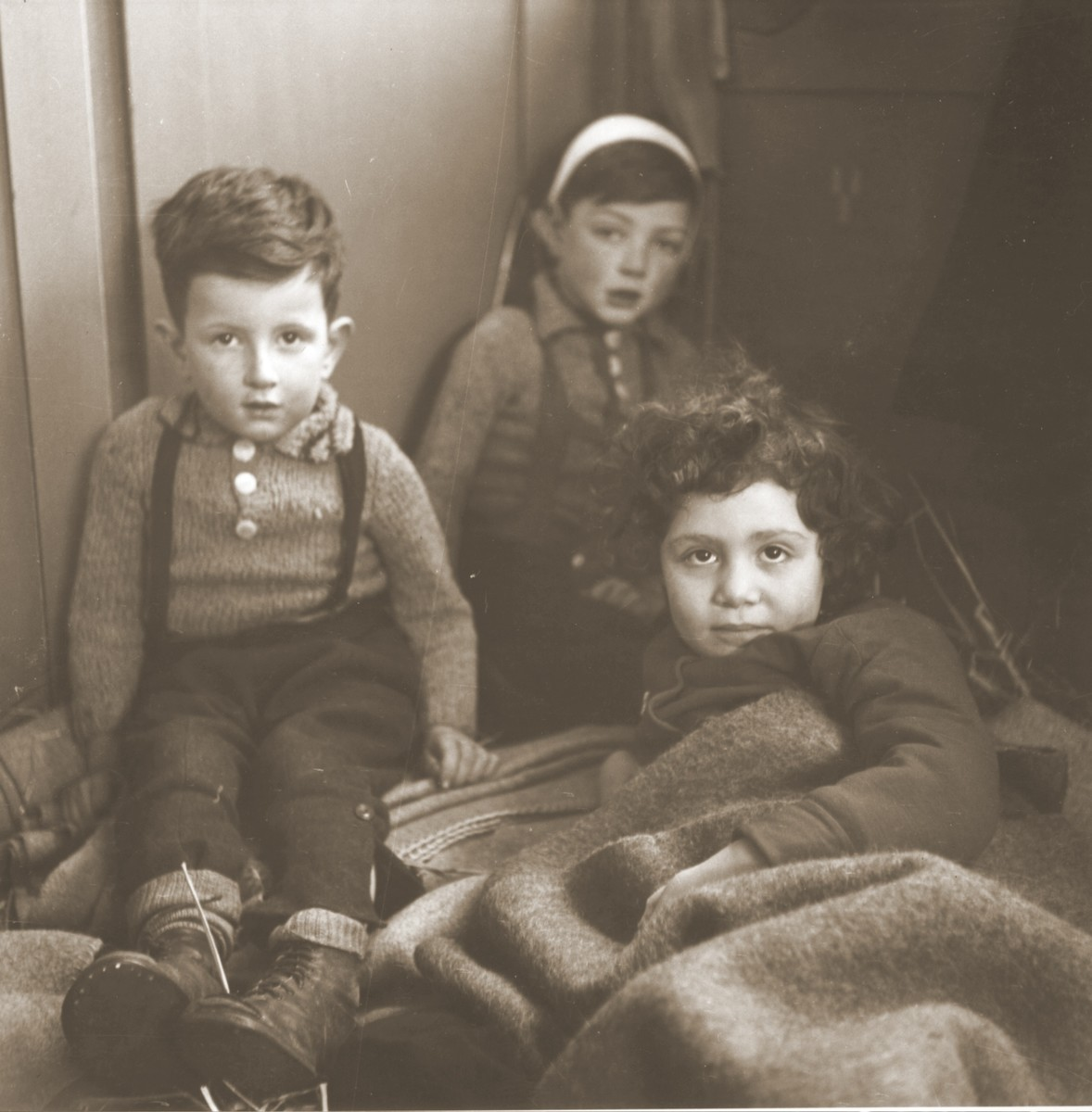
Tres niños judíos rescatados de Theresienstadt descansan en la Hadwigschulhaus de St. Gallen, Suiza. Fotografiados por Walter Scheiwiller el 11 de febrero de 1945.

Theresienstadt se convirtió en el destino de transportes mientras los campos de concentración eran evacuados. Tras el cese de las deportaciones a Auschwitz, el 23 de diciembre de 1944 fueron enviados 416 judíos eslovacos desde Sereď a Theresienstadt; a lo largo de 1945 estos transportes adicionales sumaron un total de 1447. Los judíos eslovacos contaron a los ocupantes del gueto lo que sucedía a los deportados al Este, pero muchos se negaron a creerlo. Unos 1150 judíos húngaros que habían sobrevivido a las marchas de la muerte hasta Viena llegaron en marzo a Theresienstadt. En 1945, unos 5200 judíos componentes de matrimonios mixtos con «arios», que habían sido previamente protegidos, fueron deportados al gueto.
El 5 de febrero de 1945, tras las negociaciones con el político suizo Jean-Marie Musy, Himmler envió un transporte de 1200 judíos (la mayoría de Alemania y Holanda) desde Theresienstadt a la neutral Suiza; los pasajeros viajaron en vagones Pullman, les fue concedido algún que otro privilegio y tuvieron que retirar las estrellas que los marcaban. Las organizaciones judías pagaron un rescate de 5 millones de francos suizos en cuentas custodiadas. El rey danés Christian X aseguró la liberación de los interinos daneses de Theresienstadt el 15 de abril de 1945. Los buses blancos, organizados en cooperación con la Cruz Roja suiza, repatriaron a los 423 judíos daneses supervivientes.

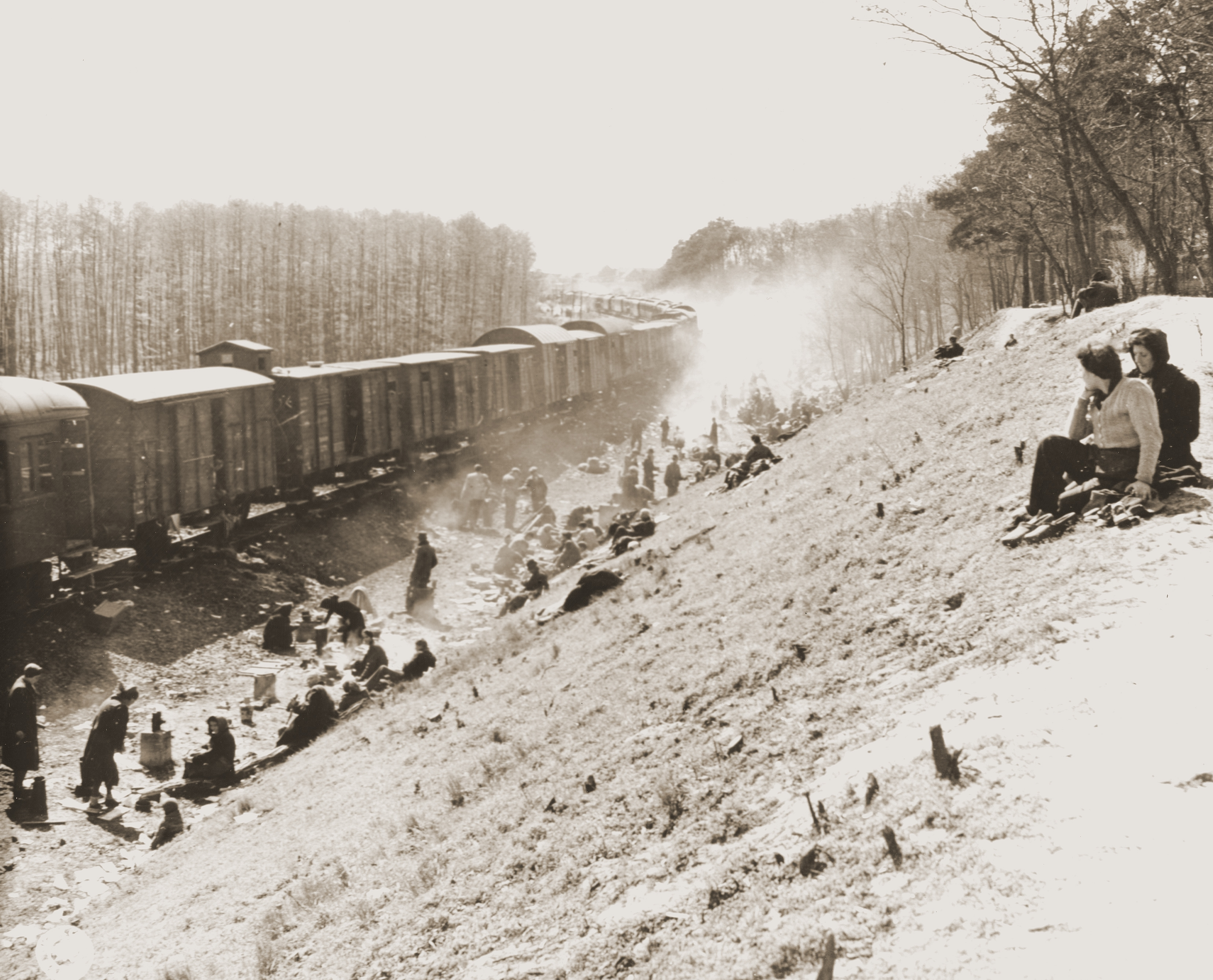
Un tren del Holocausto de Bergen-Belsen a Theresienstadt es liberado por el Ejército de los Estados Unidos, 14 de abril de 1945.

Comenzando el 20 de abril, entre 13 500 y 15 000 prisioneros de campos de concentración, la mayoría judíos, llegaron a Theresienstadt tras sobrevivir a las marchas de la muerte desde campos a punto de ser liberados por los Aliados. Los presos estaban en pésimas condiciones físicas y mentales, y, al igual que los niños de Białystok, rechazaron la desinfección temiendo ser gaseados. Estaban muertos de hambre e infectados con piojos y fiebre tifoidea, una epidemia que pronto se expandió por el gueto, y que cobró numerosas vidas. Un prisionero de Theresienstadt los describió como «ya no [son] personas, son animales salvajes».
Las Cruz Roja tomó control del gueto y retiró la bandera de las SS el día 2 de mayo; las SS huyeron entre el 5 y el 6 del mismo mes. El 8 de mayo las tropas del Ejército Rojo tuvieron una escaramuza con las fuerzas alemanas a las afueras del gueto, liberándolo a las 9:00. El 11 de mayo las unidades médicas soviéticas llegaron para hacerse cargo del gueto; al día siguiente Jiří Vogel, un judío checo comunista, fue designado anciano hasta la disolución del gueto. Theresienstadt fue el único gueto nazi liberado con una significante población de supervivientes. El 14 de mayo las autoridades soviéticas impusieron una estricta cuarentena para contener la epidemia de tifus; más de 1500 presos y 43 doctores y enfermeras murieron durante la liberación. Tras dos semanas terminó la cuarentena y la administración se centró en devolver a los supervivientes a sus países de origen; la repatriación continuó hasta el 17 de agosto de 1945.

### Juicios de posguerra
Las autoridades checoslovacas procesaron a varios miembros de las SS que habían servido en Theresienstadt, incluyendo a los tres comandantes. Seidl y Rahm fueron extraditados a Checoslovaquia para un juicio en el que fueron condenados y ejecutados por sus crímenes. Burger, condenado in absentia y sentenciado a muerte, logró evadir el arresto y vivió bajo un nombre falso en la República Federal de Alemania hasta su muerte en 1991. El gendarme comandante checo, Theodor Janeček, falleció en prisión en 1946 mientras esperaba ser juzgado. Un tribunal checo en Litoměřice encontró culpable de traición a Miroslaus Hasenkopf, guardia del perímetro, sentenciándolo a quince años de cárcel; murió en prisión en 1951.

## Comandancia y autoridades
Theresienstadt fue un híbrido entre gueto y lugar de tránsito, con aspectos de ambos. Fue establecido por orden de la RSHA en 1941, y no estaba administrado por la Oficina Económica y Administrativa Central de las SS. En cambio, el comandante de las SS informaba a Hans Günther, director de la Oficina Central para la Emigración Judía de Praga, cuyo superior era Adolf Eichmann. Theresienstadt también estuvo bajo la autoridad del jefe de Policía y SS en el protectorado, Karl Hermann Frank, pues estaba clasificado como un campo de tránsito de las SS y la Policía. El comandante de las SS estaba a cargo de 28 hombres de las SS, 12 empleados civiles, los gendarmes checos del gueto y la administración judía. El primer comandante fue Siegfried Seidl, quien fue reemplazado por Anton Burger el 3 de julio de 1943. Burger fue reasignado y reemplazado por Karl Rahm en enero de 1944, que gobernó el gueto hasta la huida de las SS el 5 de mayo de 1945. Todos los comandantes fueron asignados a Theresienstadt con el rango de SS Obersturmführer.
El gueto estaba protegido por entre 150 y 170 gendarmes checos. Los guardias, que a menudo colaban letras y comida a cambio de sobornos, eran cambiados con frecuencia para evitar el desarrollo de contactos entre ellos y los prisioneros. Catorce de los guardias fueron aprisionados en la Fortaleza Pequeña por ayudar o por mantener contacto con los judíos; dos murieron como resultado de su encarcelamiento. El primer jefe gendarme, Theodor Janeček, fue un «rabioso antisemita» cuyo comportamiento «a veces [superaba] a los SS en crueldad», de acuerdo con la historiadora israelí Livia Rothkirchen. Janeček fue reemplazado por Miroslaus Hasenkopf el 1 de septiembre de 1943. La Policía del gueto, integrada por prisioneros judíos, fue creada el 6 de diciembre de 1941, y respondía ante la administración judía. Fue reconstituida varias veces, llegando a contar con un máximo de 420 hombres en febrero de 1943.

## Administración judía
La administración judía o autogobierno (en alemán: jüdische Selbstverwaltung) regía nominalmente el gueto. La administración incluía a los judíos ancianos (en alemán: Judenältester), un substituto, el Consejo de Ancianos (en alemán: Ältestenrat) y una Secretaría Central bajo la cual varios departamentos administraban la vida en el gueto. El primero de los ancianos judíos de Theresienstadt fue Jakob Edelstein, un líder sionista. Edelstein y su substituto, Otto Zucker, planearon inicialmente convertir Theresienstadt en un centro económico productivo y evitar así las deportaciones; desconocían que los nazis ya habían planeado deportar a todos los judíos y convertir el lugar en un asentamiento judío. El gueto fue la única comunidad judía de la Europa ocupada dirigida por sionistas.
Esta administración se caracterizó por su excesiva burocracia. En su estudio pionero Theresienstadt, 1941-45, la lista que H. G. Adler hace de todos los departamentos y subdepartamentos ocupaba 22 páginas. En 1943, cuando llegaron al gueto representantes de la comunidad judía alemana y austríaca, la administración fue reorganizada para incluir a miembros de ésta. Paul Eppstein, de Berlín, fue designado como el enlace con el comando de las SS, mientras que Edelstein fue obligado a actuar como su substituto. Las SS utilizaron las diferencias nacionales para sembrar intriga y desunión.

### Corrupción

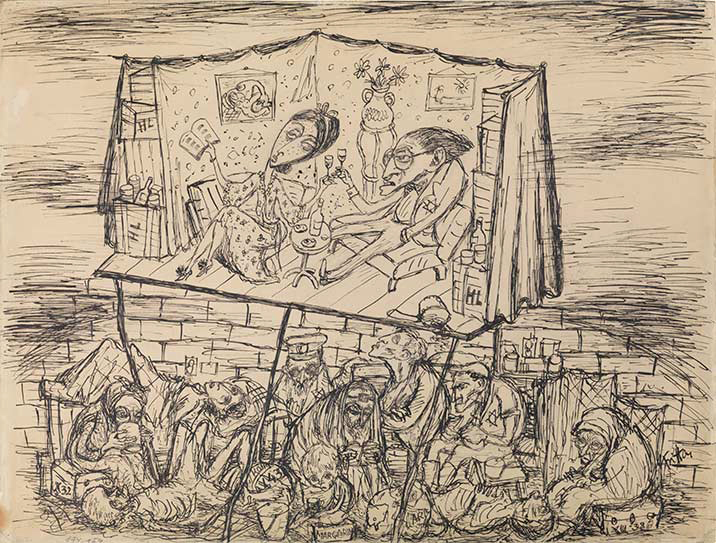
Caricatura de los prisioneros «prominentes», por Bedřich Fritta.

La economía de Theresienstadt era enormemente corrupta. Además de los prisioneros «prominentes», los jóvenes judíos checos tenían el estatus más alto en el gueto. Como los primeros presos del lugar (bien en el Aufbaukommando o mediante conexiones con el Aufbaukommando), la mayoría de posiciones privilegiadas pertenecían a este grupo. Aquellos encargados de distribuir comida con frecuencia robaban una parte de los suministros para ellos mismos o sus amigos, lo que agravó la situación para los judíos ancianos en particular. Las SS también robaron comida destinada a los prisioneros. Muchos de los funcionarios en el Departamento de Transporte se enriquecieron mediante sobornos. Los individuos poderosos intentaron, a menudo con éxito, impedir que sus amigos fueran deportados, hecho conocido por el resto de prisioneros. La desproporcionada influencia de los checos sionistas en la administración les permitió obtener los mejores trabajos y evitar la deportación.

### Sanidad
Debido a la falta de higiene en el gueto y la escasez de agua limpia, medicinas y comida, muchos prisioneros enfermaban. Un 30% de la población del gueto fue clasificada como enferma por escarlatina, tifus, difteria, polio o encefalitis en 1942; el frío a finales de ese año incrementó los casos de infectados con piojos. Los hospitales improvisados, donde trabajaban mayormente enfermeras, fueron organizados en cada barracón para los casos más serios. Las enfermeras, en su mayoría, carecían de formación y debían realizar todo el trabajo, incluyendo la limpieza de las salas de enfermos, recoger los desechos humanos y mantener a los pacientes entretenidos. Si bien las enfermeras, en escaso número, estaban exentas de deportación hasta octubre de 1944, se enfrentaban al peligro de contraer tales enfermedades, trabajando jornadas de entre 18 y 20 horas diarias. Tras las deportaciones de 1944, el número de enfermeras fue notablemente reducido, y cada una debió ocuparse de 65 o más prisioneros.

### Departamento de Transporte
Las SS establecieron cuotas para el número de personas a deportar según edad y nacionalidad Con este criterio, el Departamento de Transporte elegía qué personas serían deportadas. Si alguien era seleccionado, se podía apelar, pero en la práctica rara vez se aceptaba. El papel de la administración judía en la organización de los transportes ha ocasionado críticas significativas. No obstante, Ruth Bondy discute que la auto-administración empleaba su poder sobre los transportes para salvar tantos niños y jóvenes como fuera posible, y que el éxito de esta política se refleja en el hecho de que 20 000 individuos permanecieron en Theresienstadt hasta las deportaciones a finales de 1944, cuando las SS escogieron directamente a los individuos para deportarlos.

### Oficina de Bienestar Juvenil
Durante la existencia del gueto, alrededor de 15 000 niños vivieron en Theresienstadt, de los cuales un 90% murió tras ser deportados. La Oficina de Bienestar Juvenil (en alemán: Judenfürsorge) era la responsable de su alojamiento, cuidado y educación. Antes de junio de 1942, cuando los civiles checos fueron expulsados del pueblo, los niños vivían con sus padres en los barracones y eran dejados sin supervisión durante el día. Tras la expulsión, algunas de las casas fueron tomadas por la Juden fürsorge, que las puso a disposición de los niños. La intención era mantenerlos aislados de las duras condiciones en el gueto, de forma que no sucumbieran ni se desmoralizaran. Ayudados por profesores y cuidadores, anteriormente educadores y estudiantes, los niños vivieron en grupos de entre 200 y 300 por casa, separados por idioma. Dentro de cada casa los niños eran asignados a las habitaciones según su sexo y edad. Sus cuartos estaban en mejores condiciones que las del resto de interinos, y también estaban mejor alimentados.

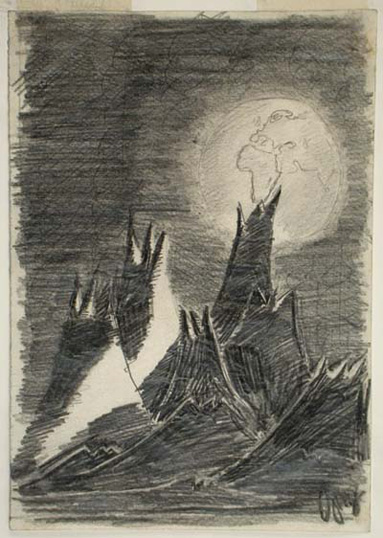
Dibujo de la luna por Petr Ginz, editor de la revista del gueto, Vedem.

El liderazgo de la Oficina de Bienestar Juvenil, incluyendo a su jefe, Egon Redlich, y a su substituto, Fredy Hirsch, estaba a cargo de sionistas de izquierda con pasado en los movimientos juveniles sionistas. Sin embargo, Redlich estaba de acuerdo con que una educación no sionista de calidad era preferible a una sionista pobre. Debido a esto, la calidad ideológica de la educación dependía de la inclinación del encargado de la casa; esto fue formalizado en un acuerdo de 1943. De acuerdo con la historiadora checa Anna Hájková, los sionistas veían las casas de los jóvenes como hakhshara ('preparación') para su futura vida en un kibutz en Palestina; Rothkirchen afirma que la comunidad intencional de las casas de los niños se parecía a los kibutz. Diferentes educadores emplearon el asimilacionismo, el marxismo o el sionismo como fundamento de su educación; tras las victorias del Ejército Rojo en el Frente Oriental en 1943 y 1944 aumentó la influencia comunista.
Si bien la educación estaba prohibida, los profesores continuaban la enseñanza clandestina de asignaturas básicas, entre las cuales se encontraban Checo, Alemán, Historia, Geografía y Matemáticas. El estudio del idioma hebreo era obligatorio, a pesar del gran peligro que esto suponía. Los niños también participaban en actividades culturales por las tardes, tras las clases. En muchas de sus casas se editaban revistas, de las cuales la más conocida es Vedem, de la Casa Uno (L417). Cientos de niños dibujaban bajo la tutela de la artista vienesa Friedl Dicker-Brandeis. Según Rothkirchen, preocuparse y hacerse cargo de los niños fue el mayor logro de la administración judía, y los dibujos dejados el «legado más preciado» de Theresienstadt.

## Condiciones de vida
Las condiciones de vida en el gueto variaban según el estatus del prisionero. La mayoría debía vivir hacinada en dormitorios colectivos, con entre sesenta y ochenta personas por habitación; hombres, mujeres y niños vivían por separado. Unos pocos prisioneros, especialmente aquellos con contactos, lograron obtener cubículos privados (en checo: kumbál) en los áticos de los barracones. Algunos prisioneros «prominentes» y judíos daneses consiguieron apartamentos privados en la primavera de 1944, debido a la visita de la Cruz Roja. Incluso después de la visita de la Cruz Roja los «prominentes» tenían mejores condiciones de vida y más comida, y su deportación solo podía ser ordenada por las SS (en lugar de la administración judía), resultando en probabilidades de supervivencia significantemente superiores.
La comida era por lo general insuficiente, pero también lo era su distribución. Aquellos que no trabajaban, la mayoría ancianos, recibían un 60% menos de comida que los mejores trabajadores, matándolos de hambre. Un 92% de las muertes eran de individuos con más de sesenta años; casi todos los prisioneros ancianos que no eran deportados morían en Theresienstadt. Los más jóvenes no sufrían tales condiciones, si bien muchos perdieron peso.
Los judíos, mayormente entre los 16 y 60 o 65 años, eran obligados a trabajar una media de 69 horas por semana, a menudo en trabajos físicamente exigentes. Muchas mujeres trabajaban como amas de casa, enfermeras, cocineras o jardineras —siempre en posiciones bajas—. Los hombres controlaban la administración y trabajaban en diferentes talleres (carpintería, curtiduría o sastrería), y en las minas de Kladno. Algunos también trabajaban en los proyectos militares de las SS. No obstante, el alto porcentaje de población anciana y las pésimas condiciones de las infraestructuras del gueto impedían que fuese un centro industrial útil para el esfuerzo de guerra alemán. Más del 90% del trabajo era empleado en el mantenimiento.

## Vida cultural
Theresiendstadt se caracterizaba por una rica vida cultural, especialmente entre 1943 y 1944, que excedía sin lugar a comparación la de los otros campos de concentración y guetos. Los prisioneros no estaban sometidos a las típicas reglas de la censura nazi y la prohibición del «arte degenerado». Sus orígenes estuvieron en las «tardes de amigos» organizadas por los primeros interinos en diciembre de 1941; en los transportes Aufbaukommando habían llegado muchos artistas prometedores, entre los cuales se encontraban Karel Švenk, Rafael Schächter y Gideon Klein. La Marcha de Terezín de Švenk se convirtió en el himno extraoficial del gueto. Posteriormente las actividades serían promocionadas por la administración judía y organizadas por el Freizeitgestaltung ('Departamento de Tiempo Libre', FZG), dirigido por Otto Zucker.
El departamento de Zucker tenía numerosos artistas a los que proporcionar mecenazgo oficial. Si bien la mayoría de ellos tenían que trabajar a tiempo completo en otros trabajos además de en su actividad creativa, unos pocos fueron contratados por el FZG. No obstante, el FZG era inusualmente efectivo a la hora de eximir a los artistas de la deportación. Por estarles asignadas las labores domésticas junto con el trabajo a tiempo completo, y por ser los hombres los directores que elegían a los artistas, pocas mujeres podían participar en la vida cultural. Los esfuerzos oficiales por mejorar la calidad de las representaciones aumentó durante el proceso de «embellecimiento», comenzado en diciembre de 1943.
La biblioteca del gueto fue abierta en noviembre de 1942; contaba con 60 000 libros y 15 bibliotecarios a tiempo completo a finales de 1943. Posteriormente tendría más de 100 000 volúmenes procedentes de bibliotecas judías de toda Europa, o llevados por los prisioneros. La biblioteca era criticada por la elevada proporción de trabajos en hebreo y la ausencia de ficción, si bien los prisioneros estaban desesperados por cualquier tipo de lectura. Se impartieron al menos 2309 conferencias en diversas materias (judaísmo, sionismo, arte, música, ciencia, economía...), lo que llevó a describir el gueto como una «universidad abierta».
Las artes visuales fueron desarrolladas por un círculo de artistas entre los que se encontraban Bedřich Fritta, Norbert Troller, Leo Haas, Otto Ungar y Petr Kien; quienes trabajaban de manera oficial en el Departamento de Arte de la administración judía para crear dibujos y gráficas, bajo órdenes de las SS. Estos artistas, no obstante, ilustraban las verdaderas condiciones del gueto en su tiempo libre. Muchos de ellos fueron pillados enviando sus trabajos fuera del gueto. Acusados de «propaganda atroz», fueron arrestados el 20 de julio de 1944 y torturados en la Fortaleza Pequeña. La mayoría de su trabajo no sería redescubierto hasta varios años más tarde; han sido una herramienta útil para los historiadores a la hora de reconstruir tanto la élite como la miseria general del gueto.
En Theresienstadt actuaron muchos músicos. Karel Ančerl dirigió una orquesta integrada en gran parte por músicos profesionales. Karl Fischer, un cantor moravo, encabezó diferentes coros. Los Ghetto Swingers tocaban música jazz, y Viktor Ullmann compuso más de veinte piezas durante su estancia en Theresienstadt, incluyendo la ópera Der Kaiser von Atlantis. La ópera infantil Brundibár, compuesta en 1938 por Hans Krása, fue ejecutada por primera vez en el gueto el 23 de septiembre de 1943. Esta obra fue un éxito que se realizó cincuenta y cinco veces (aproximadamente una vez a la semana), hasta que empezaron los transportes de otoño de 1944. El trabajo de los músicos fue utilizado por los nazis en sus dos películas de propaganda. Solo los prisioneros más importantes podían obtener entradas para los eventos, por lo que asistir a actuaciones teatrales y musicales se convirtió en símbolo de prestigio.

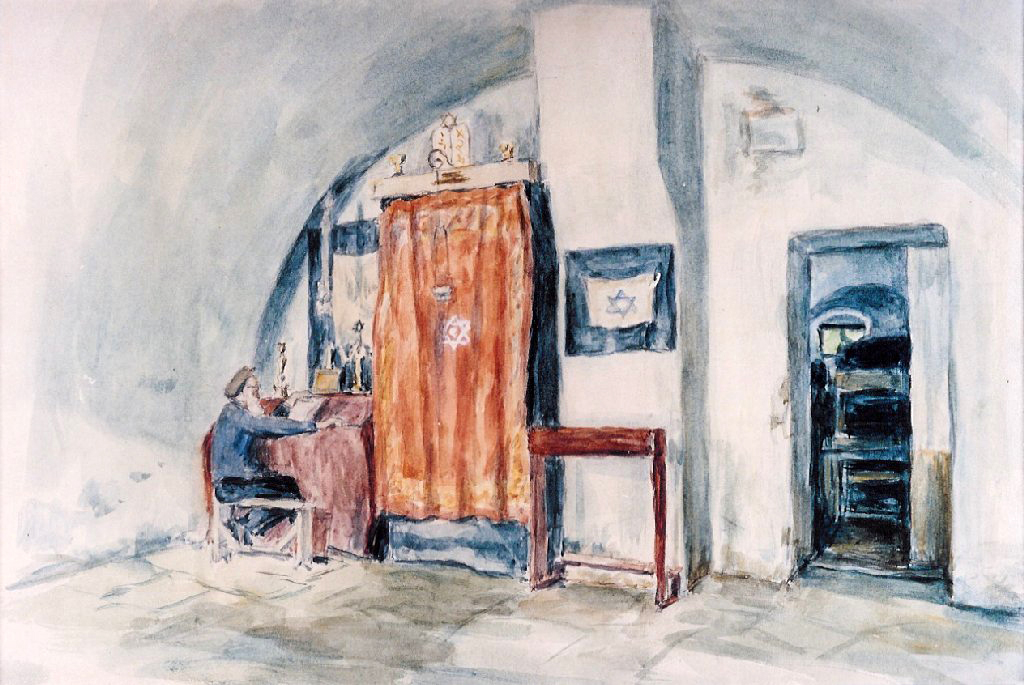
Sinagoga en Theresienstadt. Acuarela de Malva Schalek.

Theresienstadt fue el único centro nazi donde las prácticas religiosas no estaban prohibidas. Si bien, según las Leyes de Núremberg, todos los interinos eran judíos, los deportados eran de múltiples confesiones, tanto pertenecientes al judaísmo como al cristianismo, incluso siendo algunos ateos. Algunas comunidades e individuos, particularmente de Moravia, traían consigo sus rollos de la Torá, shofar, filacteria y otros objetos religiosos. Edelstein, como hombre religioso, encargó a un grupo de rabinos la supervisión de los enterramientos. Los creyentes, mayormente judíos ancianos de Austria y Alemania, se reunían con frecuencia en lugares improvisados para rezar durante el sabbat. Los rabinos Richard Feder y Leo Baeck atendían no solo a judíos, sino también a cristianos conversos y a otros necesitados de confort.
La vida cultural de Theresienstadt ha sido contemplada de forma diferente por distintos prisioneros e investigadores. Adler (2017) subraya que un número inusualmente alto de interinos participaba en ella; sin embargo, la actividad cultural podía llevar a una especie de desencantamiento con la realidad. Ullmann creía que esta labor representaba una resistencia espiritual contra el nazismo y una «chispa de humanidad»: «De ninguna manera nos sentamos llorando junto a los ríos de Babilonia; nuestros esfuerzos artísticos eran acordes con nuestro deseo de vivir».

## Propaganda
En junio de 1943 una delegación de la Cruz Roja Alemana (DRK) visitó el gueto. Pese a que la DRK estaba dirigida por médicos de las SS involucrados en la experimentación nazi en seres humanos, el informe de Walther Georg Hartmann describía con precisión las condiciones del gueto: «horrible» y «espantosamente superpoblado». Hartmann comunicó que los prisioneros padecían desnutrición severa y que la atención médica era totalmente inadecuada. En el mes de julio el Vaticano solicitó permiso para enviar una delegación al gueto, siendo este rechazado.
El CICR, bajo la creciente presión del Gobierno danés, organizaciones judías y el Gobierno checoslovaco en el exilio, solicitó visitar Theresienstadt en noviembre de 1943. Se desconoce hasta qué punto el Comité consideró elaborar un informe veraz sobre Theresienstadt, dado que tenía acceso a información independiente donde se confirmaba el transporte de los prisioneros a Auschwitz para su exterminio. El Gobierno danés también presionó a los nazis para permitir una visita al gueto, debido a los judíos daneses que habían sido deportados allí a finales de 1943. Durante un viaje a Dinamarca en noviembre de 1943, Eichmann prometió a los representantes daneses que podrían realizar la visita en la primavera de 1944. A finales del mes de mayo, Eppstein, Zucker y otros líderes de Theresienstadt pudieron firmar cartas dictadas por las SS que fueron enviadas al Comité de Ayuda y Rescate, una organización judía en Budapest. Rudolf Kastner, líder del comité, reenvió la carta a otros países, causando el desarrollo de una impresión excesivamente positiva sobre Theresienstadt fuera de los territorios ocupados por los alemanes. La comisión que visitó el centro el 23 de junio de 1944 estaba compuesta por Maurice Rossel, representante del CICR; Eigil Juel Henningsen, físico jefe en el Ministerio de Salud danés; y Franz Hvass, funcionario del Ministerio de Asuntos Exteriores danés.
Los visitantes estuvieron ocho horas dentro de Theresienstadt, conducidos por una ruta predefinida, pudiendo hablar solo con judíos daneses y representantes escogidos, como Paul Eppstein. Llevados en una limusina conducida por un oficial de las SS, Eppstein fue obligado a dar un discurso escrito por las SS, en el cual describía Theresienstadt como «un pueblo de campo normal» del que él era «alcalde», además de estadísticas falsas sobre el gueto. Aún tenía un ojo morado de la paliza proporcionada por Rahm, y trató de advertir a Rossel de que «no había salida» para los prisioneros. También se realizaron un partido de fútbol y una representación de la ópera Brundibár; pudieron así mismo sacar fotos a los niños —la mayoría de los cuales fueron asesinados en Auschwitz a finales de 1944—. Rossel informó que las condiciones en el gueto eran adecuadas, incluso superiores a las de los civiles en el Protectorado, y que nadie había sido deportado de Theresienstadt.
Mientras se llevaban a cabo los preparativos para la visita de la Cruz Roja, las SS habían ordenado a un prisionero, probablemente Jindřich Weil, escribir un guion para una película propagandística. Fue dirigida por el prisionero judeoalemán Kurt Gerron y el cineasta checo Karel Pečený, bajo estrecha supervisión de las SS, y editada por la compañía de Pečený, Aktualita. Una escena fue rodada el 20 de enero de 1944, pero la mayoría del rodaje fue efectuado durante once días entre el 16 de agosto y el 11 de septiembre de 1944. La película, oficialmente Theresienstadt. Ein Dokumentarfilm aus dem jüdischen Siedlungsgebiet ('Theresienstadt. Un documental sobre la zona de asentamiento judío'), fue apodada Der Führer schenkt den Juden eine Stadt ('El Führer regala una ciudad a los judíos') por los propios prisioneros. Finalizada el 28 de marzo de 1945, la película debía desmentir los informes que llegaban de los países Aliados y neutrales sobre el genocidio de los judíos, pero solo fue proyectada cuatro veces y no logró el efecto deseado.

## Estadísticas
| Protectorado        | 73 603  |
| Alemania            | 41 782  |
| Austria             | 15 267  |
| Países Bajos        | 4894    |
| Eslovaquia          | 1447    |
| Białystok           | 1200    |
| Hungría             | 1150    |
| Sudetes             | 611     |
| Dinamarca           | 476     |
| Luxemburgo          | 310     |
| Nacimientos         | 225     |
| Otros o desconocido | 40      |
| Total               | 141 102 |

Alrededor de 141 000 judíos, la mayoría procedentes del Protectorado, Alemania y Austria, fueron enviados a Theresienstadt antes del 20 de abril de 1945. La mayoría procedía sólo de cinco ciudades: Praga (40 000), Viena (15 000), Berlín (13 500), Brno (9000) y Fráncfort (4000). Entre 13 500 y 15 000 supervivientes de las marchas de la muerte llegaron tras esa fecha, incluyendo a unas 500 personas que ya habían estado en el gueto, lo que elevó el total a 154 000. Antes del 20 de abril murieron 33 521 personas en Theresienstadt, y unas 1567 más entre el 20 de abril y el 30 de junio. Unas 88 196 personas fueron deportadas entre el 9 de enero de 1942 y el 28 de octubre de 1944. De los prisioneros llegados antes del 20 de abril, unos 17 320 fueron liberados en Theresienstadt, alrededor de 4000 sobrevivieron a la deportación, y 1630 fueron rescatados antes del final de la guerra. En total hubo unos 23 000 supervivientes.
Unas 239 personas más fueron enviadas a la Fortaleza Pequeña antes del 12 de octubre de 1944; la mayoría fueron asesinadas allí. Otras 37 fueron capturadas por la Gestapo el 20 de febrero de 1945. Antes de 1945, escaparon 37 individuos, siendo recapturados y reenviados al gueto 12 de ellos; según Adler, no parece probable que el resto consiguiera su cometido. Otras 92 personas escaparon a comienzos de 1945, y 547 emprendieron la marcha sin autorización tras la huida de las SS el 5 de mayo.

## Legado

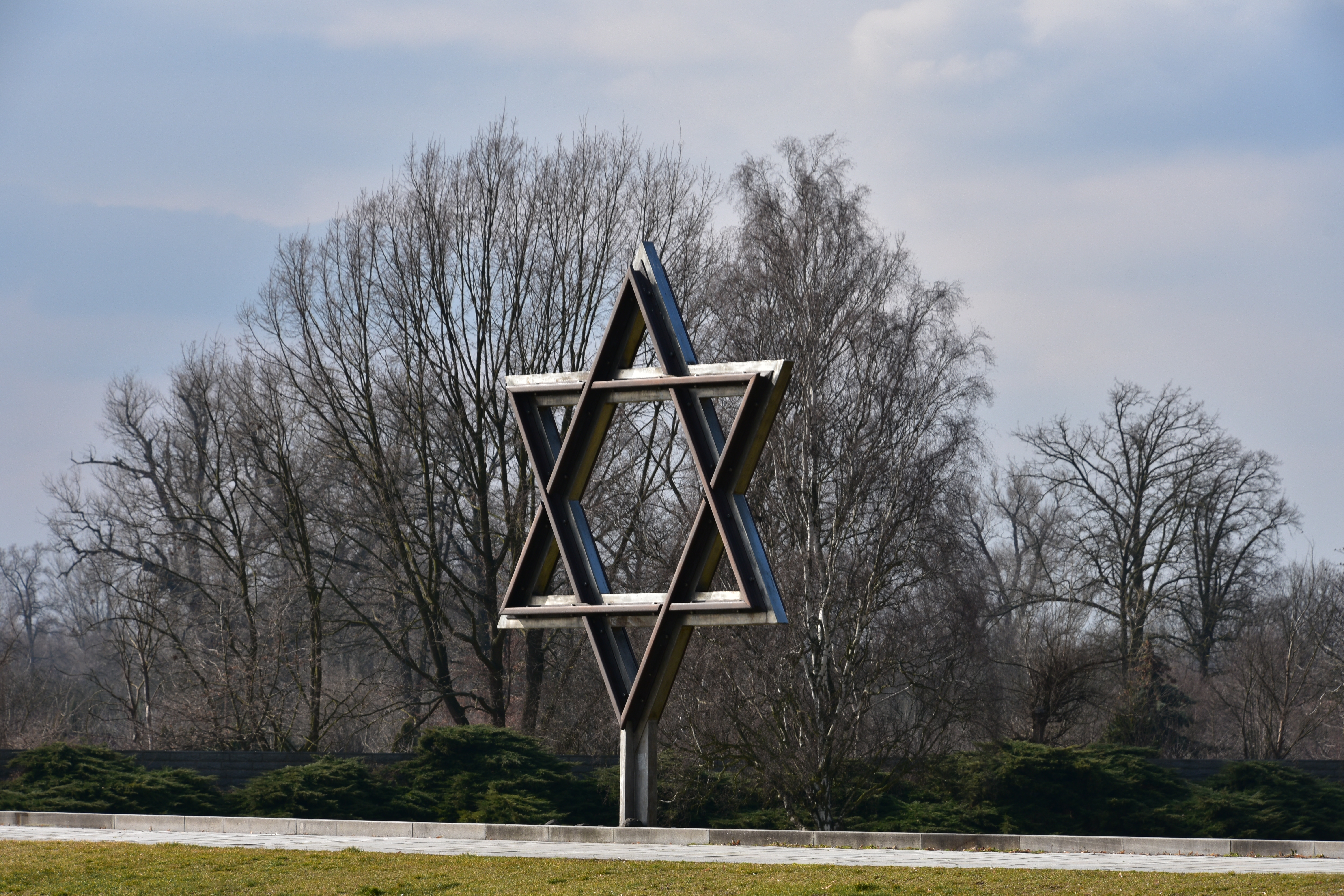
Memorial a las víctimas judías.

En 1947 se decidió convertir la Fortaleza Pequeña en un memorial a las víctimas de la persecución nazi. Adler rescató un gran número de documentos y dibujos de Theresienstadt después de la guerra, y los envió al Museo Judío en Praga; este material formó el grueso de las colecciones ahora expuestas en el museo y el propio gueto. Sin embargo, el legado judío no fue reconocido durante la posguerra porque no encajaba en la ideología soviética de la lucha de clases defendida por la República Socialista Checoslovaca, además de entrar en conflicto con la posición oficial de antisionismo (ejemplificada en los Juicios de Praga —1952— e intensificada a partir de la guerra de los Seis Días). Si bien había placas a modo de memorial en el antiguo gueto, ninguna mencionaba a los judíos.
El Museo del Gueto de Terezín (en checo: Památník Terezín) fue inaugurado en octubre de 1991, después de que la Revolución de Terciopelo acabara con el poder comunista en Checoslovaquia, durante las conmemoraciones del cincuentenario del antiguo gueto. El museo está financiado por el Ministerio de Cultura checo e incluye una sección dedicada a investigar la historia de Theresienstadt. En 2001, el director informó que unas 250 000 personas visitaban el lugar cada año; entre los visitantes célebres se encuentran los presidentes alemanes Richard von Weizsäcker y Roman Herzog, los presidentes israelíes Jaim Herzog y Ezer Weizman, así como Václav Havel, presidente de la República Checa. En 2015, la antigua secretaria de Estado de los Estados Unidos, Madeleine Albright, inauguró una placa en honor de sus 26 parientes que habían estado presos allí.

## Personajes deportados a Theresienstadt

### Fallecidos en Theresienstadt
- Elkan Bauer (1852-1942), músico.

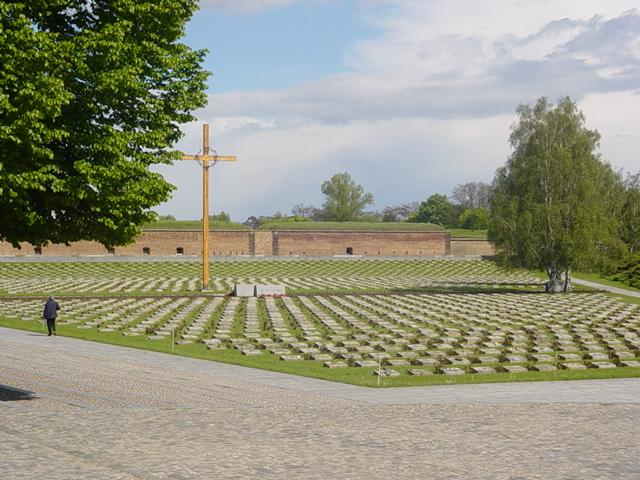
Cementerio en honor a las víctimas de la Fortaleza Pequeña de Theresienstadt.

- Richard Breitenfeld (1869-1944), barítono.
- Robert Desnos (1900-1945), poeta francés.
- Martin Finkelgruen († 1942), comerciante.
- Alfred Flatow (1869-1942), gimnasta alemán.
- Gustav Flatow (1875-1945), gimnasta alemán.
- Esther Adolphine Freud, hermana de Sigmund Freud († 1942).
- Martha Jacob, nacida Behrendt (1865-1943), madre del escritor Heinrich Eduard Jacob.
- Rudolf Karel (1880-1945), compositor checo.
- Friedrich Münzer († 1942), historiador alemán.
- Georg Pick (1859-1942), matemático austríaco.
- Benno Wolf (1871-1943), espeleólogo.
- Emil Lindenberg (1886-1942), dentista.
- Margaret Lindenberg, de nacida Lewin († 1942).
- Bertha Drucker (1887-1944).
- Abraham Drucker (1887-1942).
- Louis Drucker (1875-1943).
- Auguste Drucker, nacida Jacobi (1867-1945).
- Bertha Pinner, nacida Abramsohn (1873-1942).
- Julius Pinner, nacido Jacobi (1869-1943).
- Esther Lewin, nacida Ruben (1856-1942).
- Emma Lewin, nacida Baron (1873-1944).

### Asesinados en el complejo de Auschwitz
- Heinz Alt (1922-1945), músico.
- Pavel Haas (1899-1944), compositor checo.
- Gideon Klein, compositor y pianista checo, asesinado en Fürstengrube.
- Hans Krása (1899-1944), compositor checo.
- Viktor Ullmann (1898-1944), compositor checo, alumno de Schönberg.
- Ilse Weber (1903-1944), escritora judía, asesinada junto con su hijo Tommy.
- Ottilie Kafka, hermana de Franz Kafka.
- Kurt Gerron (1897-1944), director de cine judeoalemán.
- Petr Ginz (1928-1944), joven escritor checo.

### Supervivientes
- Viktor Frankl (1905-1997), neurólogo y psiquiatra.
- H. G. Adler (1910-1988), poeta, novelista y académico.
- Karel Ančerl (1908-1973), director de orquesta.
- Josef Beran (1888-1969), arzobispo de Praga.
- Ruth Elias, autora del libro La esperanza me mantuvo viva (Die Hoffnung erhielt mich am Leben), en que narra su experiencia.
- Karel Kosík (1926-2003), filósofo y teórico de la literatura.
- Willi Weber, marido de Ilse Weber y editor de sus obras.
- Dita Krausová (1929).
- Alice Herz-Sommer (1903-2014), pianista y profesora de música, fue la sobreviviente conocida de mayor edad (110 años) del Holocausto.
- Marceline Loridan-Ivens (1928-2018), cineasta y escritora.
- Edith Eger (1927), psicóloga, especialista en el tratamiento del trastorno de estrés postraumático.

## En la cultura
- Por iniciativa de la mezzosoprano Anne Sofie von Otter fue publicado en 2007 un disco con obras de compositores judíos, realizadas durante su paso por Theresienstadt.[154] Contiene canciones de Ilse Weber, Karel Švenk, Adolf Strauss, Martin Roman, Hans Krása, Carlo Taube, Viktor Ullmann (Sechs Sonette op. 34), Pavel Haas (Vier Lieder über chinesische Dichtung) y Erwin Schulhoff (Sonate für Solovioline).
- El cantautor cubano Silvio Rodríguez ha realizado una composición con el título Terezin, en recuerdo a las víctimas, que puede encontrarse en el volumen 1 del CD Erase que se era (2006).
- La visita de la Delegación del Comité Internacional de la Cruz Roja al Campo de Theresienstadt en 1944 inspiró la obra teatral Himmelweg. Camino del cielo (2003), del autor español Juan Antonio Mayorga.
- En 2017, el escritor español Xavier Güell publicó la novela  Los Prisioneros del Paraíso, que narra la puesta en marcha de un programa cultural pensado especialmente para evitar o prolongar el mayor tiempo posible las deportaciones a los campos de exterminio del este, aprovechando la estadía de prominentes compositores musicales en Theresienstadt.

### Citas
1. 1 2 3  Munk, 2001, p. 17.
2. ↑  Megargee, 2012, p. 180.
3. ↑  Blodig y White, 2012, pp. 177, 180.
4. 1 2 3  United States Holocaust Memorial Museum, 2018, Establishment.
5. ↑  Rothkirchen, 2006, p. 234.
6. ↑  Rothkirchen, 2006, p. 239.
7. ↑  United States Holocaust Memorial Museum, 2018, "Retirement Settlement".
8. 1 2  United States Holocaust Memorial Museum, 2018.
9. 1 2 3 4  Blodig y White, 2012, p. 180.
10. 1 2 3 4  Rothkirchen, 2006, p. 235.
11. ↑  Brush, 2004, p. 862.
12. ↑  Hájková, 2013, p. 520.
13. ↑  Kárný, 1999, p. 10.
14. ↑  Bondy, 1984, p. 8.
15. ↑  Rothkirchen, 2006, pp. 234, 240.
16. ↑  Adler, 2017, p. 64.
17. ↑  Adler, 2017, pp. 33, 605.
18. 1 2 3 4  Blodig y White, 2012, p. 181.
19. 1 2 3  Rothkirchen, 2006, p. 236.
20. ↑  Bondy, 1984, p. 6.
21. 1 2 3 4 5  Hájková, 2011.
22. 1 2  United States Holocaust Memorial Museum,  2018, Concentration/Transit Camp for German and Austrian Jews.
23. ↑  Rothkirchen, 2006, p. 238.
24. ↑  Bondy, 1984, pp. 5–6.
25. ↑  Adler, 2017, p. 33.
26. ↑  Adler, 2017, p. 469.
27. ↑  Rothkirchen, 2006, p. 242.
28. ↑  Terezín Initiative, 2016.
29. ↑  Kárný, 1999, p. 9.
30. ↑  Adler, 2017, p. 4.
31. 1 2  Rothkirchen, 2006, pp. 239–240.
32. ↑  Rothkirchen, 2006, pp. 242–243.
33. ↑  Bauer, 1994, p. 114.
34. ↑  Rothkirchen, 2006, p. 243.
35. ↑  Klibanski, 1995, p. 93.
36. ↑  Adler, 2017, p. 127.
37. 1 2  Klibanski, 1995, p. 94.
38. ↑  Rothkirchen, 2006, p. 244.
39. ↑  Hájková, 2015, p. 86.
40. ↑  United States Holocaust Memorial Museum,  2018, Other Prisoners.
41. ↑  Rees, 2005, p. 302.
42. 1 2 3  Rothkirchen, 2006, p. 254.
43. ↑  Adler, 2017, p. 53.
44. ↑  Kárný, 1994.
45. ↑  Adler, 2017, pp. 160–161.
46. ↑  Adler, 2017, p. 615.
47. ↑  Rothkirchen, 2006, pp. 244, 254–255.
48. 1 2  Stránský, 2011.
49. 1 2 3  United States Holocaust Memorial Museum,  2018, Red Cross Visit.
50. 1 2 3  Rothkirchen, 2006, p. 267.
51. 1 2 3  Rothkirchen, 2006, p. 259.
52. 1 2 3  Rothkirchen, 2006, p. 245.
53. 1 2  Schur, 1997.
54. 1 2 3 4 5 6 7 8  Blodig y White, 2012, p. 182.
55. ↑  Adler, 2017, p. 155.
56. ↑  Adler, 2017, p. 50.
57. ↑  Rothkirchen, 2006, pp. 245–246.
58. 1 2 3  Kasperová, 2013, p. 44.
59. ↑  Redlich, 1992, p. 162.
60. ↑  Adler, 2017, p. 160.
61. ↑  Schur, 1997, p. 4.
62. ↑  Adler, 2017, pp. 34, 53, 159.
63. 1 2 3  United States Holocaust Memorial Museum,  2018, Final Weeks, Liberation, and Postwar Trials.
64. ↑  Adler, 2017, pp. 31, 158.
65. 1 2 3 4  Adler, 2017, p. 40.
66. ↑  Rees, 2005, p. 294.
67. ↑  Adler, 2017, p. 162.
68. ↑  Rothkirchen, 2006, p. 246.
69. ↑  Adler, 2017, pp. 171–172.
70. ↑  Adler, 2017, p. 173.
71. 1 2 3 4  Rothkirchen, 2006, p. 247.
72. ↑  Adler, 2017, p. 618.
73. 1 2  Adler, 2017, p. 619.
74. ↑  United States Holocaust Memorial Museum, 2018, Final Weeks, Liberation, and Postwar Trials.
75. ↑  Bondy, 1984, p. 1.
76. 1 2 3 4 5  United States Holocaust Memorial Museum, 2018, SS and Police Structure.
77. ↑  Adler, 2017, pp. 513–514.
78. ↑  Rothkirchen, 2006, p. 227.
79. ↑  Rothkirchen, 2006, pp. 234–235.
80. ↑  Adler, 2017, pp. 64, 69.
81. ↑  Rothkirchen, 2006, pp. 235–236.
82. 1 2  Hájková, 2014, p. 41.
83. ↑  Adler, 2017, pp. 181–204.
84. ↑  Hájková, 2013, pp. 504, 514.
85. ↑  Adler, 2017, pp. 309, 316.
86. ↑  Adler, 2017, p. 309.
87. 1 2  Adler, 2017, pp. 226–227.
88. ↑  Hájková, 2014, p. 42.
89. ↑  Brush, 2004, p. 861.
90. 1 2 3  Brush, 2004, p. 863.
91. 1 2  Brush, 2004, p. 869.
92. ↑  Brush, 2004, p. 865.
93. ↑  Rothkirchen, 2006, pp. 238–239.
94. ↑  Bondy, 1984, pp. 6–7.
95. ↑  Redlich, 1992, xiii.
96. ↑  Rothkirchen, 2006, pp. 240–241.
97. 1 2  Rothkirchen, 2006, p. 241.
98. ↑  Kasperová, 2013, p. 45.
99. 1 2  Kasperová, 2013, p. 46.
100. ↑  Hájková, 2014, p. 43.
101. 1 2  Rothkirchen, 2006, p. 279.
102. ↑  Kasperová, 2013, p. 40.
103. ↑  Rothkirchen, 2006, p. 280.
104. ↑  Rothkirchen, 2006, p. 278.
105. ↑  Rothkirchen, 2006, p. 282.
106. ↑  Hájková, 2013, p. 511.
107. ↑  Plato, Schlesinger y Conill, 2001, p. 145.
108. ↑  Hájková, 2013, pp. 510–511.
109. 1 2  Hájková, 2013, p. 510.
110. ↑  Brush, 2004, p. 864.
111. ↑  Hájková, 2013, pp. 512–513.
112. 1 2 3  Rothkirchen, 2006, p. 266.
113. ↑  Rothkirchen, 2006, pp. 266–267.
114. ↑  Intrator, 2007, p. 515.
115. ↑  Intrator, 2007, p. 513.
116. ↑  Intrator, 2007, p. 517.
117. ↑  Intrator, 2007, p. 516.
118. ↑  Rothkirchen, 2006, p. 269.
119. 1 2  Rothkirchen, 2006, p. 270.
120. ↑  Rothkirchen, 2006, p. 272.
121. ↑  Rothkirchen, 2006, pp. 272–273.
122. ↑  Margry, 1992, p. 156.
123. 1 2  Margry, 1992, p. 153.
124. ↑  Rothkirchen, 2006, p. 274.
125. ↑  Štěpková, 2011.
126. 1 2  Rothkirchen, 2006, p. 281.
127. ↑  Rothkirchen, 2006, pp. 245, 276.
128. ↑  Rothkirchen, 2006, p. 265.
129. ↑  Rothkirchen, 2006, p. 252.
130. 1 2  Rothkirchen, 2006, p. 256.
131. ↑  Farré y Schubert, 2009, pp. 69–70.
132. ↑  Rothkirchen, 2006, pp. 253–254.
133. ↑  Farré, 2012, p. 1390.
134. 1 2 3 4 5  United States Holocaust Memorial Museum, 2018, Red Cross Visit.
135. ↑  Rothkirchen, 2006, pp. 255–256.
136. ↑  Farré y Schubert, 2009, p. 71.
137. ↑  Brenner, 2009, p. 228.
138. 1 2  Rothkirchen, 2006, p. 257.
139. ↑  Rothkirchen, 2006, pp. 256, 258.
140. ↑  Rothkirchen, 2006, p. 258.
141. 1 2  Margry, 2016.
142. ↑  Margry, 1992, pp. 150–151.
143. ↑  Margry, 1992, pp. 153–154.
144. ↑  Adler, 2017, pp. 34-35.
145. 1 2  Adler, 2017, p. 37.
146. ↑  Adler, 2017, p. 38.
147. ↑  Hájková, 2016, p. 3.
148. ↑  Adler, 2017, pp. 40–41.
149. ↑  Munk, 2001, p. 18.
150. 1 2  Munk, 2008, p. 75.
151. ↑  Munk, 2001, p. 19.
152. ↑  Munk, 2008, p. 76.
153. ↑  Lazarová, 2015.
154. ↑  Lebrecht, Norman (31 de octubre de 2007). «Tales of the recording angel». www.scena.org (en inglés). Consultado el 5 de septiembre de 2019.